# Eurovision: Australia Decides
Ha a jelenlegi nemzeti döntőről szeretnél többet tudni, lásd: Eurovision: Australia Decides 2019
A Eurovision: Australia Decides (magyarul: Eurovízió: Ausztrália Dönt) egy 2019 óta egy évente megrendezett zenei műsor Ausztráliában. A verseny szervezője az SBS. A Eurovision: Australia Decides győztese képviselheti Ausztráliát az Eurovíziós Dalfesztiválon.

## Ausztrália az Eurovíziós Dalfesztiválokon
Az ausztrál SBS televízió több mint 30 éve, 1983 óta közvetíti az Eurovíziós Dalfesztivált. A 2008-ban volt először ausztrál kommentátora a versenynek.
Ausztrália 2014-ben küldött egy produkciót, melyet versenyen kívül, a második elődöntő szavazási szünetében közvetítettek. Ekkor Jessica Mauboy adta elő Sea of Flags című dalát.
2015. február 10-én jelentették be, hogy Ausztrália is küld dalt a versenyre. Emellett jogot kaptak arra, hogy szavazzanak mindkét elődöntőben és a döntőben is. Az ausztrál versenyző közvetlenül a döntőbe jutott, és ugyanazokkal a feltételekkel versenyzett ott, mint a többi ország. Minden országnak lehetett szavazni akár az ausztrál dalra is, viszont továbbra is fennállt az a szabály, hogy senki sem szavazhat a saját országára. (Ausztrália automatikus döntőbe jutásának az volt a magyarázata, hogy nem szerették volna, ha csökkenti a többi, elődöntőkön résztvevő országok döntőbe jutási esélyét.)
Ausztrália az eredeti tervek szerint csak egyszeri lehetőséget kapott a részvételre. Később, 2015. november 17-én bejelentették, hogy az ország a soron következő, stockholmi versenyen is indulhat, ezúttal viszont részt kell vennie az egyik elődöntőben. Az SBS Dami Im Sound of Silence című dalát választotta az ország képviseletére, így ő lett az első dél-koreai származású énekes az Eurovízión. 2016-ban új szavazási rendszert vezettek be; az 1975-2015 között használatos rendszer szerint Ausztrália nyerte volna a 2016-os versenyt. Az új szabályok értelmében viszont a második helyen végeztek. 2017-ben a 9. helyet érték el, és 2018-ban eddigi legrosszabb eredményüket (20. hely) szerezték meg. 2019-ben bejelentették, hogy ezúttal a szigetország először nemzeti döntővel választja ki indulójukat, aki végül Kate Miller-Heidke és a Zero Gravity lett.

## Győztesek
| Év   | Előadó             | Dal            | Magyar fordítás  | Döntő              | Pontszám           | Elődöntő           | Pontszám           |
| ---- | ------------------ | -------------- | ---------------- | ------------------ | ------------------ | ------------------ | ------------------ |
| 2019 | Kate Miller-Heidke | Zero Gravity   | Nulla gravitáció | 9.                 | 284                | 1.                 | 261                |
| 2020 | Montaigne          | Don’t Break Me | Ne törj össze!   | Elmaradt a verseny | Elmaradt a verseny | Elmaradt a verseny | Elmaradt a verseny |
| 2022 | Sheldon Riley      | Not the Same   | Nem ugyanaz      | 15.                | 125                | 2.                 | 243                |